# 二足の草鞋を履く
二足の草鞋を履く（にそくのわらじをはく）は、江戸時代の日本からの慣用句。

## 概要
2つの職業に同時に従事しているのであるが、この2つの職業が本質的に両立することができないようなもののことをいう。

### 歴史
江戸時代の日本において、賭博を職業としていた者が、賭博は違法であるために賭博を取り締まる役人の職業も兼ねていたということがあったことがこの言葉の由来である。本来はこの言葉は、同時に行ってはいけない2つの職業の両方に従事していたり、2つの職業に従事しているもののどちらの職業も中途半端な状態であるなど否定的な意味で用いられていた。だが現代の日本ではこの言葉の捉え方が変わってきており、将来が不安であるために備えるために副業を行う人が増えてきているなどで、言葉の捉え方が変わってきてる。大企業でも優秀な人材の流出を防ぐために、社員が副業をすることでの二足の草鞋を履くことを認める場合が増えている。